# Kapuzinerkloster Wien

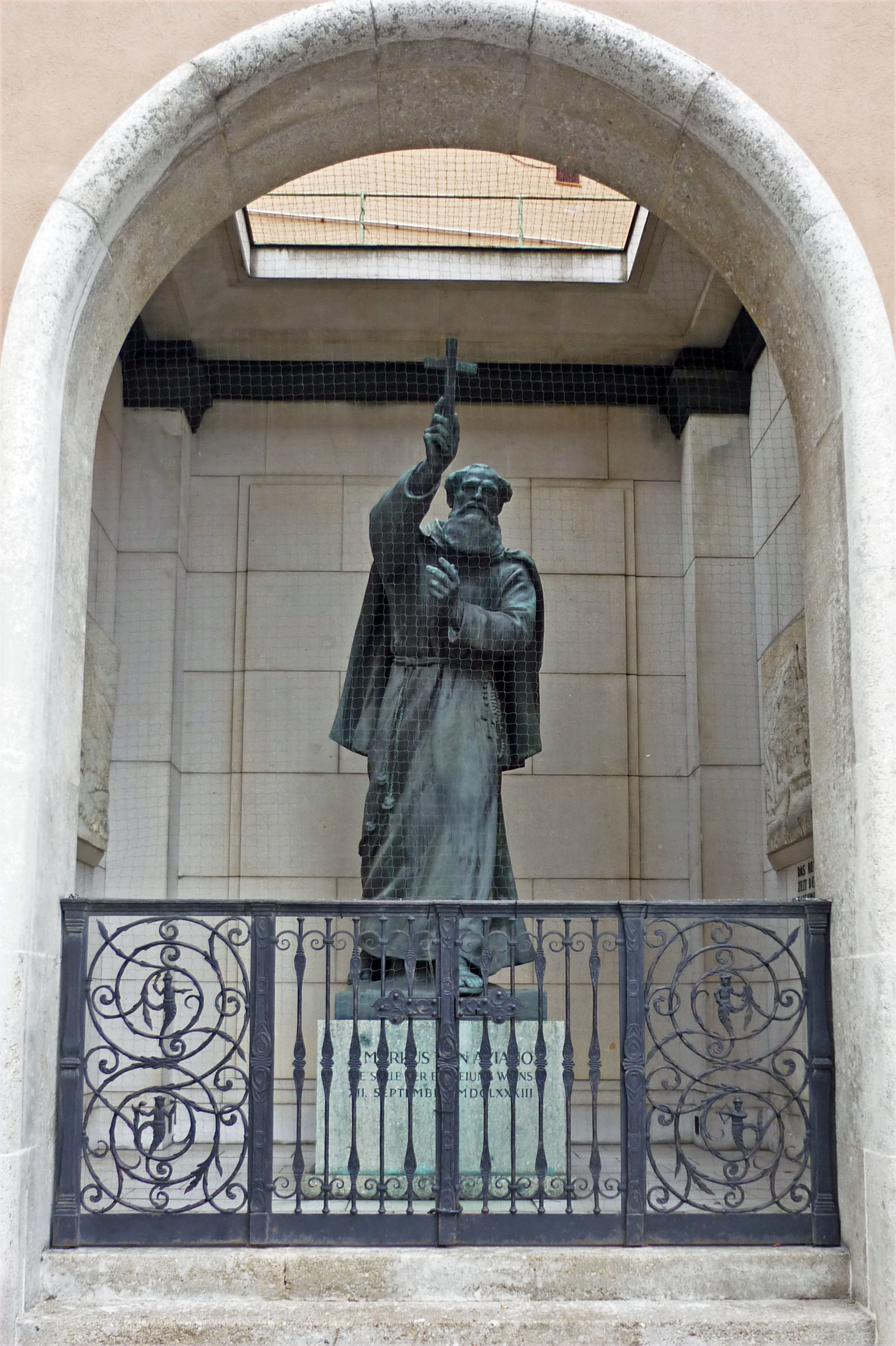
Statue des seligen Marco d’Aviano an der Außenseite des Kapuzinerklosters

Das Kapuzinerkloster Wien ist eine Niederlassung von Ordensbrüdern der Kapuziner in Wien. Zusammen mit der Kapuzinerkirche befindet sie sich in der Wiener Innenstadt am Neuen Markt. Unter der Klosteranlage erstreckt sich die Kapuzinergruft, die Grablege der Habsburger.

## Geschichte
Das Kloster des Kapuzinerordens in Wien, samt Klosterkirche und Kaisergruft, wurde 1618 von Kaiserin Anna (1585–1618), der Gemahlin des Kaisers Matthias (1557–1619), testamentarisch gestiftet. Unter Ferdinand II. (1578–1637) erfolgte am 8. September 1622 die Grundsteinlegung am damaligen Mehlmarkt bzw. bei der Mehlgrube. Der Bau begann 1622. Auf Grund des Dreißigjährigen Krieges verzögerten sich die Arbeiten und die Kirche konnte erst 1632 vollendet werden.
Im 17. Jahrhundert lebte im Kapuzinerkloster der später seliggesprochene Prediger Marco d’Aviano, der in der Kapuzinerkirche bestattet ist. An der Außenwand des Kapuzinerklosters erinnert eine überlebensgroße Statue an ihn. Am 7. Juni 1766 starb hier der Kapuziner-Generalminister Paul von Colindres; er wurde ebenfalls in der Kirche beigesetzt. Kirche und Kloster wurden öfters umgebaut; die Fassade der Kirche wurde in den Jahren 1934 bis 1936 nach historischen Bildern rekonstruiert.

## Kloster

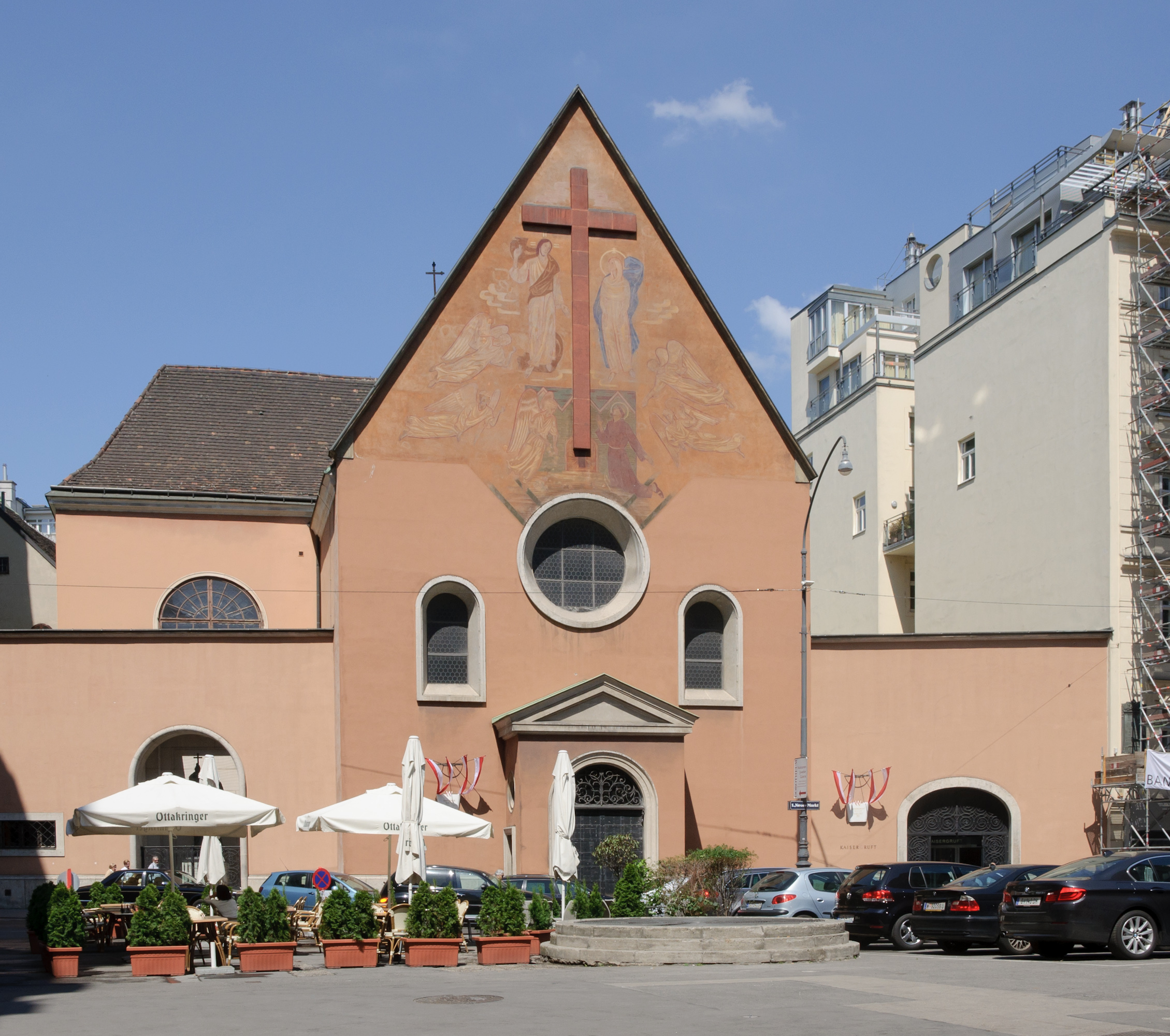
Kapuzinerkloster Wien

Nach seiner Gründung aufgrund der testamentarischen Stiftung Kaiserin Annas erlebte das Wiener Kapuzinerkloster wechselvolle Jahre, die den Mönchen besonders glanzvolle wie auch beschwerliche Zeiten beschert hatten. So wurde zu Anfang des 19. Jahrhunderts, als die Mönchsgemeinschaft vom Aussterben bedroht war, in Erwägung gezogen, die Begräbnisstätte der Habsburger in die nahe Augustinerkirche zu verlegen, doch kam es letztlich nicht dazu. In den Jahren 1840–1842 wurde das baufällige Kloster unter Kaiser Ferdinand I. niedergerissen und in seiner heutigen Form neu erbaut. Das Wiener Kapuzinerkloster gehört zur Österreichischen Kapuzinerprovinz mit Sitz in Innsbruck.
Im Unterschied zur Kapuzinergruft und der Kapuzinerkirche sind die Räume des Klosters, von gelegentlichen Ausstellungen abgesehen, nicht öffentlich zugänglich.

## Kirche

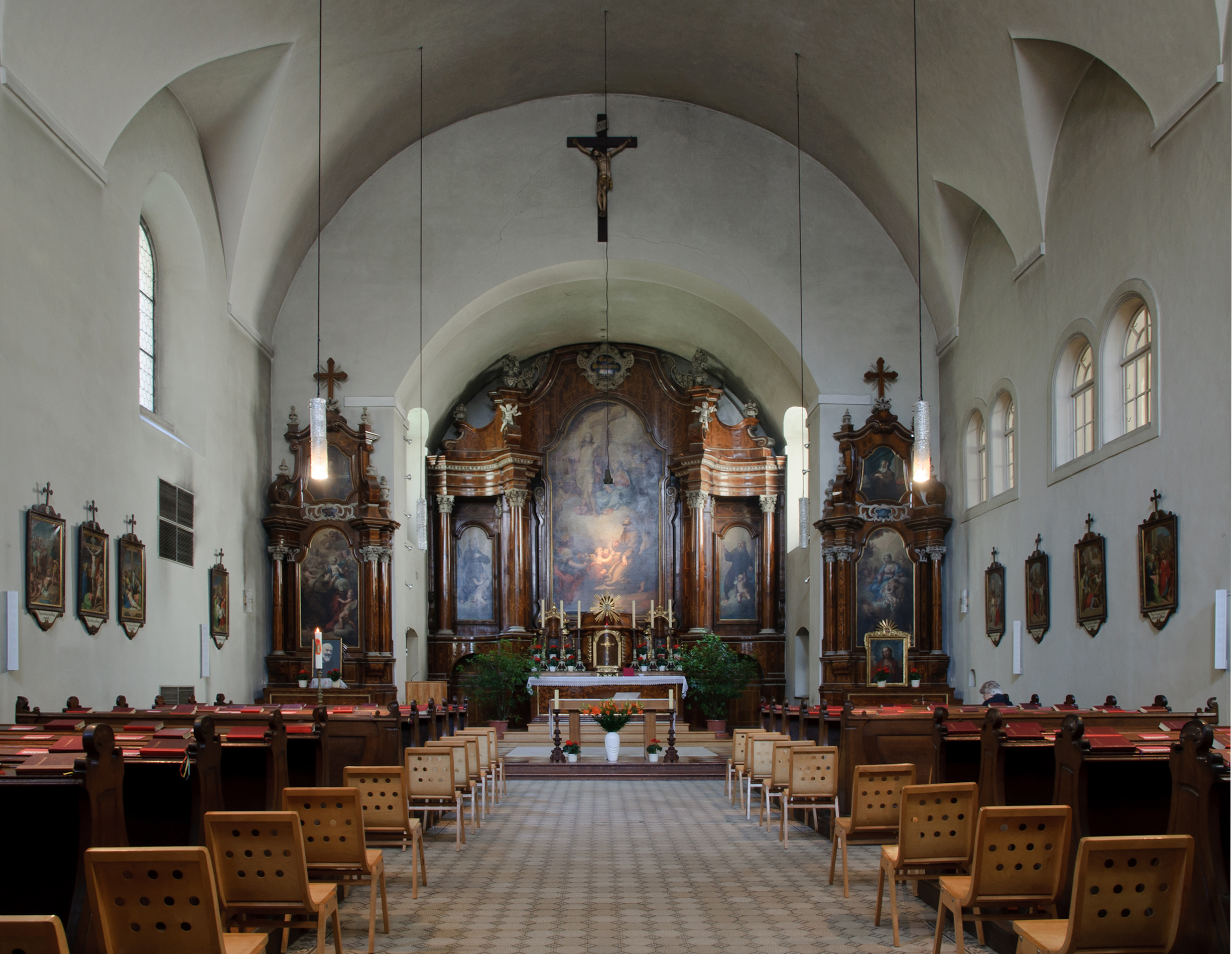
Inneres der Kapuzinerkirche

Die schlichte einschiffige Kirche des Wiener Kapuzinerklosters hat das Patrozinium „Heilige Maria von den Engeln“ und besitzt eine kleine Vorhalle sowie zwei Seitenkapellen: die im Gegensatz zur schlichten Gestaltung der übrigen Klosterkirche überaus prunkvoll ausgestattete Kaiserkapelle sowie die Pietàkapelle, in der sich das Grab des seligen Marco d’Aviano befindet.

## Gruft

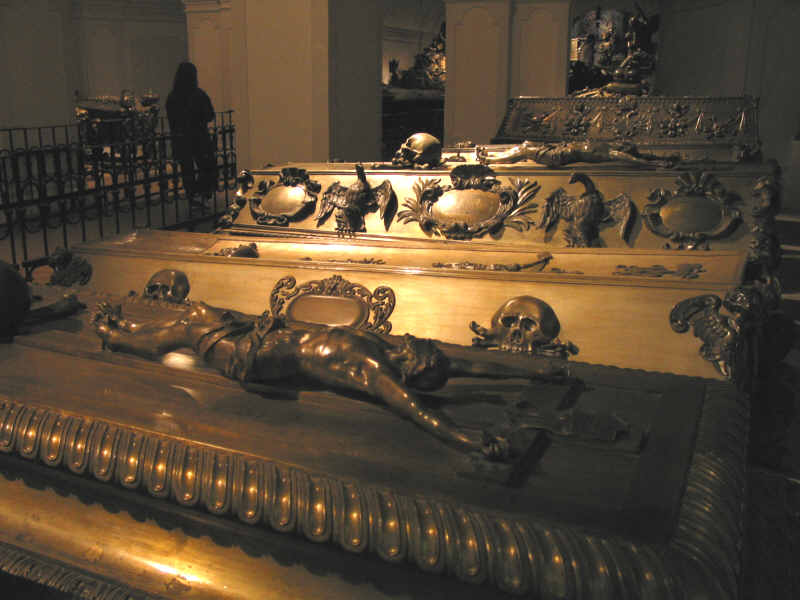
Kapuzinergruft, die Grablege der Habsburger

Unter der Klosteranlage erstreckt sich die Kapuzinergruft, die wichtigste Grablege der Habsburger. Die Gruftanlage wurde im Laufe der Jahrhunderte insgesamt achtmal erweitert und ausgebaut. Der älteste Teil, die sogenannte Gründergruft, liegt etwa unterhalb der Kaiserkapelle. Bis zum Tod Kaiser Karls VI. (1740) war die Gruft bereits so weit erweitert worden, dass sie sich unterhalb der gesamten Klosterkirche erstreckte. Seine Nachfolgerin Maria Theresia ließ bald nach ihrem Regierungsantritt einen erneuten Ausbau vornehmen, für den hinter dem Altarraum der Klosterkirche sowohl ein unter- als auch oberirdischer Bau errichtet und der Klostergarten entsprechend verkleinert wurde. Für die späteren Erweiterungen der Gruft wurden meist ehemalige Kellerräume des Klosters adaptiert.